# والدمار شیه‌رژی
والدمار شیه‌رژی (به لهستانی: Waldemar Świerzy) (زادهٔ ح. ۱۹۳۱ – ۲۷ نوامبر ۲۰۱۳) هنرمند اهل لهستان بود.

## زندگی
او متولد شهر کاتوویتسه در لهستان است و در سال ۱۹۵۲ از آکادمی هنرهای زیبای کراکوف فارغ‌التحصیل شد. او متعاقباً از سال ۱۹۶۵ در دانشگاه هنرهای زیبا در پوزنان و از سال ۱۹۹۴ استاد آکادمی هنرهای زیبا در ورشو بود.

## آثار
در سال ۱۹۹۲، دولت لهستان تمبر پستی را برای احترام به یکی از پوسترهای سیرک او به نام «دلقک با دربی» منتشر کرد. شیه‌رژی یکی از پرکارترین هنرمندان مدرسهٔ پوستر لهستان است که بیش از ۲۵۰۰ پوستر ایجاد کرده است.
او مفاهیم غیرمعمولی را با تکنیک‌های مختلف به کار گرفت، که اغلب تاریخ اجتماعی لهستان را از دههٔ ۱۹۵۰ تا ۱۹۸۰ منعکس می‌کرد، با سبک‌های بی‌شماری: هنر عامیانه از دههٔ ۵۰، هنر پاپ از دههٔ ۶۰، پرتره‌های دههٔ ۷۰، و تصاویر تلویزیونی از دههٔ ۸۰. علاوه بر این، سری Jazz Greats او از شخصیت‌های معروف جاز آمریکایی به قدری شناخته شد که او آنها را در سال‌های آخر عمرش به‌عنوان لیتوگرافی‌های امضا شده دوباره منتشر کرد. این مجموعه شامل: لوئی آرمسترانگ، ری چارلز، جیمی هندریکس، چارلز مینگوس و چارلی پارکر و دیگران است. اولین گروه، که در مارس ۲۰۰۳ منتشر شد، شامل ری چارلز، الا فیتزجرالد، تلانیوس مانک، بنی گودمن، مایلز دیویس و دیزی گیلسپی بود. چند سال بعد کینگ الیور و لستر یانگ نیز به این مجموعه اضافه شدند.

## جوایز
- ۱۹۵۶ - جایزهٔ Tadeusz Trepkowski، ورشو، لهستان
- ۱۹۵۹، ۱۹۶۲ - جایزهٔ اول (تولوز-لوترک) - اولین و سومین نمایشگاه بین‌المللی پوستر فیلم، ورسای، فرانسه
- ۱۹۶۱، ۱۹۶۲، ۱۹۶۳، اوت ۱۹۶۶ - "بهترین پوستر ماه": ۱۹۶۸، ۱۹۷۱، ۱۹۷۲، فوریهٔ ۱۹۷۵ - "بهترین پوستر ماه"، ۱۹۷۶، ۱۹۸۰، ۱۹۸۳، ۱۹۸۸، بهترین پوستر سال مسابقه بهترین پوستر ورشو، لهستان
- ۱۹۶۴ - جایزهٔ اول پوستر فیلم، "پوستر سال"، کپنهاگ، دانمارک
- ۱۹۶۵ - جایزهٔ اول، ۱۹۷۱–۱ جایزه، ۱۹۷۵–۱ جایزه، ۱۹۷۷–۲ جایزه، ۱۹۸۵–۱ جایزه، ۱۹۸۷–۲ جایزه، ۱۹۸۹–۱ جایزهٔ -دوسالانه پوستر لهستانی، کاتوویتس، لهستان
- ۱۹۶۷، ۱۹۷۱ - جایزه، پوسترها - وزارت فرهنگ و هنر لهستان، ورشو، پی ال
- ۱۹۷۰ - جایزهٔ اول - دوسالانه هنر X سائوپائولو، برزیل
- ۱۹۷۲ - جایزهٔ دوم، ۱۹۷۶ - جایزهٔ ۱ - چهارمین و ششمین دوسالانه بین‌المللی پوستر، ورشو، لهستان
- ۱۹۷۵ - جایزهٔ اول، ۱۹۸۰ - جایزهٔ دوم، ۱۹۸۵–۱ جایزهٔ - جایزهٔ هنر کلیدی، پوسترها - هالیوود ریپورتر، لس آنجلس
- ۱۹۷۷ - جایزهٔ اول -دومینال پوستر، لاهتی، فنلاند
- ۱۹۸۵ - جایزهٔ اول در مسابقه سالانه پوستر فیلم "هالیوود ریپورتر"، لس آنجلس
- ۱۹۸۵ - جایزهٔ ۱، ۳ - "Jazzpo"، نمایشگاه بین‌المللی پوستر جاز، بیدگوشچ، لهستان

## نمایشگاه‌های اصلی
- ۱۹۶۰ - وین، اتریش
- ۱۹۶۴ - کاسل؛ آلمان
- ۱۹۷۸ – موزه پوستر ویلانو؛ ورشو، لهستان
- ۱۹۸۰ – مکزیکو سیتی، مکزیک
- ۱۹۸۲ - کپنهاگ، دانمارک
- ۱۹۸۹ - لاهتی، فنلاند
- ۱۹۹۱ - توکیو، ژاپن
- ۱۹۹۳ -، شومون، فرانسه
- ۲۰۰ – اسن، آلمان
- ۲۰۰۱ - موزهٔ هنرهای معاصر؛ تهران، ایران
- ۲۰۰۲ – وروتسواف، لهستان